# Пластовое
Пластовое — деревня в Навлинском районе Брянской области в составе Бяковского сельского поселения.

## География
Находится в восточной части Брянской области на расстоянии приблизительно 12 км на восток-северо-восток по прямой от районного центра поселка Навля.

## История
Упоминалась с XVIII века (бывшее владение Карачевского Воскресенского монастыря). В середине XX века работал колхоз «Память Кирова». В 1866 году здесь (деревня Карачевского уезда Орловской губернии) учтено было 64 двора .

## Население
Численность населения: 519 человек (1866 год), 201 человек (русские 98 %) в 2002 году, 188 в 2010.